# Copa Rubro-Verde 2019
In 2019 werd de tweede editie van de Copa Rubro-Verde gespeeld. De competitie werd gespeeld van 3 tot 13 januari en alle wedstrijden werden gespeeld in Rio de Janeiro of São Paulo. Het Portugese Marítimo werd uitgenodigd om dit jaar de vier Braziliaanse Portuguesa's te vervoegen. 

## Eerste fase

### Groep A
| Plaats | Club                   | Wed. | W | G | V | Saldo | Ptn. |
| ------ | ---------------------- | ---- | - | - | - | ----- | ---- |
| 1.     | Portuguesa-RJ          | 2    | 2 | 0 | 0 | 7:0   | 6    |
| 2.     | Marítimo               | 2    | 0 | 1 | 1 | 2:5   | 1    |
| 3.     | Portuguesa Londrinense | 2    | 0 | 1 | 1 | 2:6   | 1    |

|  | Geplaatst voor tweede fase |

### Groep B
Beide clubs zijn voor de  tweede fase geplaatst, de winnaar neemt het op tegen de tweede uit groep A. 
|                 |                 |       |                     |                               |
| 6 januari 17:00 | Portuguesa-SP   | 1 – 1 | Portuguesa Santista | Estádio do Canindé, São Paulo |
| 6 januari 17:00 | Anderson Cavalo |       | Rodriguinho         | Estádio do Canindé, São Paulo |
| 6 januari 17:00 | Strafschoppen   |       |                     | Estádio do Canindé, São Paulo |
| 6 januari 17:00 | 4 - 1           |       |                     | Estádio do Canindé, São Paulo |

## Tweede fase
Bij gelijkspel worden strafschoppen genomen, tussen haakjes weergegeven.
|  | halve finale        | halve finale |  |          | finale        | finale |
|  |                     |              |  |          |               |        |
|  |                     |              |  |          |               |        |
|  | Portuguesa-RJ       | 3            |  |          |               |        |
|  | Portuguesa Santista | 1            |  |          |               |        |
|  |                     |              |  |          | Portuguesa-RJ | 3      |
|  |                     |              |  | Marítimo | 0             |        |
|  | Portuguesa-SP       | 0            |  |          |               |        |
|  | Marítimo            | 2            |  |          |               |        |

Details finale
|                  |               |       |          |                                         |
| 13 januari 16:00 | Portuguesa-RJ | 3 – 0 | Marítimo | Estádio Luso Brasileiro, Rio de Janeiro |
| 13 januari 16:00 |               |       |          | Estádio Luso Brasileiro, Rio de Janeiro |

| Portuguesa-RJ | Marítimo |

## Kampioen
| Copa Rubro-Verde de 2019          |
| Rio de Janeiro                    |
| --------------------------------- |
| PORTUGUESA-RJ Kampioen (2° titel) |